# Euphorbia gundlachii
Euphorbia gundlachii es una especie fanerógama perteneciente a la familia de las euforbiáceas.  Es originaria de   Cuba.

## Taxonomía
Euphorbia guerichiana fue descrita por Ignatz Urban y publicado en Symbolae Antillanae seu Fundamenta Florae Indiae Occidentalis 5: 392. 1908.
Etimología
Euphorbia: nombre genérico que deriva del médico griego del rey Juba II de Mauritania (52 a 50 a. C. - 23), Euphorbus, en su honor – o en alusión a su gran vientre –  ya que usaba médicamente Euphorbia resinifera. En 1753 Carlos Linneo asignó el nombre a todo el género.
gundlachii: epíteto otorgado  en honor del naturalista hispano-alemán Johannes Cristopher Gundlach (1810-1896).
Sinonimia
- Chamaesyce adenoptera subsp. gundlachii (Urb.) D.G.Burch
- Chamaesyce gundlachii (Urb.) Alain
- Euphorbia adenoptera subsp. gundlachii (Urb.) Oudejans[5][6]